# 107-й меридіан східної довготи
107-й меридіан східної довготи — лінія довготи, що лежить на 107 градусів східніше Гринвіцького меридіана. Вона проходить від Північного полюса через Північний Льодовитий океан, Азію, Індійський океан, Південний океан та Антарктиду до Південного полюса.
107-й меридіан східної довготи формує велике коло разом із 73-тім меридіаном західної довготи.

## Список географічних об'єктів, що перетинає 107° сх. д.
Починаючи на Північному полюсі та рухаючись до Південного полюса, 107-й меридіан східної довготи проходить через:
| Координати                                                   | Країна, територія або море | Примітки |
| ------------------------------------------------------------ | -------------------------- | --- |
| 90°0′ пн. ш. 107°0′ сх. д. / 90.000° пн. ш. 107.000° сх. д.  | Північний Льодовитий океан | |
| 79°51′ пн. ш. 107°0′ сх. д. / 79.850° пн. ш. 107.000° сх. д. | Море Лаптєвих              | |
| 78°11′ пн. ш. 107°0′ сх. д. / 78.183° пн. ш. 107.000° сх. д. | Росія                      | Північна Земля — проходить через острів Малий Таймир[ru]                                                                                        |
| 78°5′ пн. ш. 107°0′ сх. д. / 78.083° пн. ш. 107.000° сх. д.  | Море Лаптєвих              | Проходить через острови Комсомольської Правди[en], Росія                                                                                        |
| 77°0′ пн. ш. 107°0′ сх. д. / 77.000° пн. ш. 107.000° сх. д.  | Росія                      | Проходить через півострів Таймир |
| 76°44′ пн. ш. 107°0′ сх. д. / 76.733° пн. ш. 107.000° сх. д. | Затока Фаддєя[ru]          | |
| 76°30′ пн. ш. 107°0′ сх. д. / 76.500° пн. ш. 107.000° сх. д. | Росія                      | Проходить через півострів Таймир |
| 73°28′ пн. ш. 107°0′ сх. д. / 73.467° пн. ш. 107.000° сх. д. | Хатанзька затока           | |
| 73°9′ пн. ш. 107°0′ сх. д. / 73.150° пн. ш. 107.000° сх. д.  | Росія                      | Проходить через озеро Байкал |
| 50°12′ пн. ш. 107°0′ сх. д. / 50.200° пн. ш. 107.000° сх. д. | Монголія                   | Проходить східніше Улан-Батора |
| 42°19′ пн. ш. 107°0′ сх. д. / 42.317° пн. ш. 107.000° сх. д. | КНР                        | Внутрішня Монголія Нінся Ганьсу Шеньсі Сичуань Чунцін Гуйчжоу Гуансі                                                                            |
| 21°57′ пн. ш. 107°0′ сх. д. / 21.950° пн. ш. 107.000° сх. д. | В'єтнам                    | Проходить через острів Катба[en] |
| 20°44′ пн. ш. 107°0′ сх. д. / 20.733° пн. ш. 107.000° сх. д. | Південнокитайське море     | Тонкінська затока |
| 17°9′ пн. ш. 107°0′ сх. д. / 17.150° пн. ш. 107.000° сх. д.  | В'єтнам                    | |
| 16°18′ пн. ш. 107°0′ сх. д. / 16.300° пн. ш. 107.000° сх. д. | Лаос                       | |
| 14°21′ пн. ш. 107°0′ сх. д. / 14.350° пн. ш. 107.000° сх. д. | Камбоджа                   | |
| 12°5′ пн. ш. 107°0′ сх. д. / 12.083° пн. ш. 107.000° сх. д.  | В'єтнам                    | |
| 10°31′ пн. ш. 107°0′ сх. д. / 10.517° пн. ш. 107.000° сх. д. | Південнокитайське море     | Проходить через острови Бадас[en], Індонезія Проходить західніше острова Понгок[en], Індонезія Проходить західніше острова Лепар[en], Індонезія |
| 2°53′ пд. ш. 107°0′ сх. д. / 2.883° пд. ш. 107.000° сх. д.   | Яванське море              | |
| 6°0′ пд. ш. 107°0′ сх. д. / 6.000° пд. ш. 107.000° сх. д.    | Індонезія                  | Проходить через острів Ява — східніше Джакарти                                                                                                  |
| 7°27′ пд. ш. 107°0′ сх. д. / 7.450° пд. ш. 107.000° сх. д.   | Індійський океан           | |
| 60°0′ пд. ш. 107°0′ сх. д. / 60.000° пд. ш. 107.000° сх. д.  | Південний океан            | |
| 66°28′ пд. ш. 107°0′ сх. д. / 66.467° пд. ш. 107.000° сх. д. | Антарктида                 | Проходить через Австралійську антарктичну територію (претендує Австралія)                                                                       |